# Белінташ
41°51′00″ пн. ш. 24°58′06″ сх. д. / 41.85° пн. ш. 24.9684° сх. д.
Белінташ (також Беланташ) — скельне плато в болгарських Родопах із слідами давньої людської діяльності. Припускають, що тут був розташований культовий об'єкт фракійського часу, що належав племені бессів. На скельному майданчику завдовжки близько 300 м на висоті 1225 м над рівнем моря виявлені круглі вибоїни, ніші й сходинки.
У 2006 році виявлено напис, вибитий на скелі, що може свідчити про наявність давньої писемності у фракійців. Втім, справжність написів ще не підтверджена археологами.

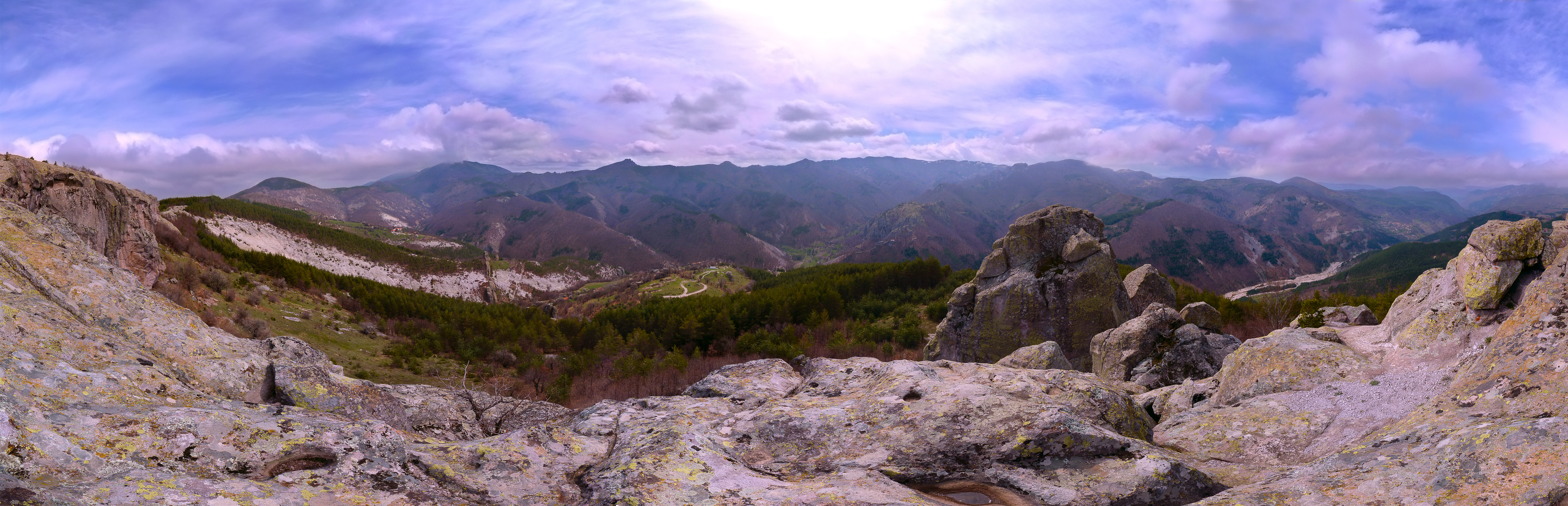
Панорама Белінташу

## Походження назви
Белінташ означає «білий камінь» і утворено від болгарського прикметника «бял» (білий), який може в місцевих говорах мати форму «Беліал» або «Бєлан», і запозиченого з турецької мови слова «таш» (камінь, скеля).
Місцеві народні перекази пов'язують назву місцевості з ім'ям Белю-воєводи, сподвижника Стефана Караджі (1840-1968).

## Датування
Вчені схильні відносити початок культової діяльності на Беланташі до V століття до н. е. Археолог Борислав Бориславов припустив, що Беланташ був заснований раніше, ніж інше відоме фракійське святилище в Родопах - Перперикон.

## Археологічні дослідження
Перші розкопки на Беланташі були проведені болгарськими археологами з Історичного музею Асеновграду у 1975 році.
Дослідження тривали в 1980-і роки, коли було висунуто припущення, що плато являє собою древню сонячну обсерваторію.
Розкопки групи археолога Івана Христового встановили в 2003 році наявність матеріалів із кам'яно-мідної епохи, епохи пізньої бронзи, ранньої залізної доби, елліністичних і римських артефактів, що дає підстави стверджувати, що святилище Беланташа використовувалося століттями.
У 2011 році на плато виявлені залишки стіни, ймовірно, що вона відділяла священну частину від решти території. Виявлено також місце масивних вхідних дверей.

## Фотографії

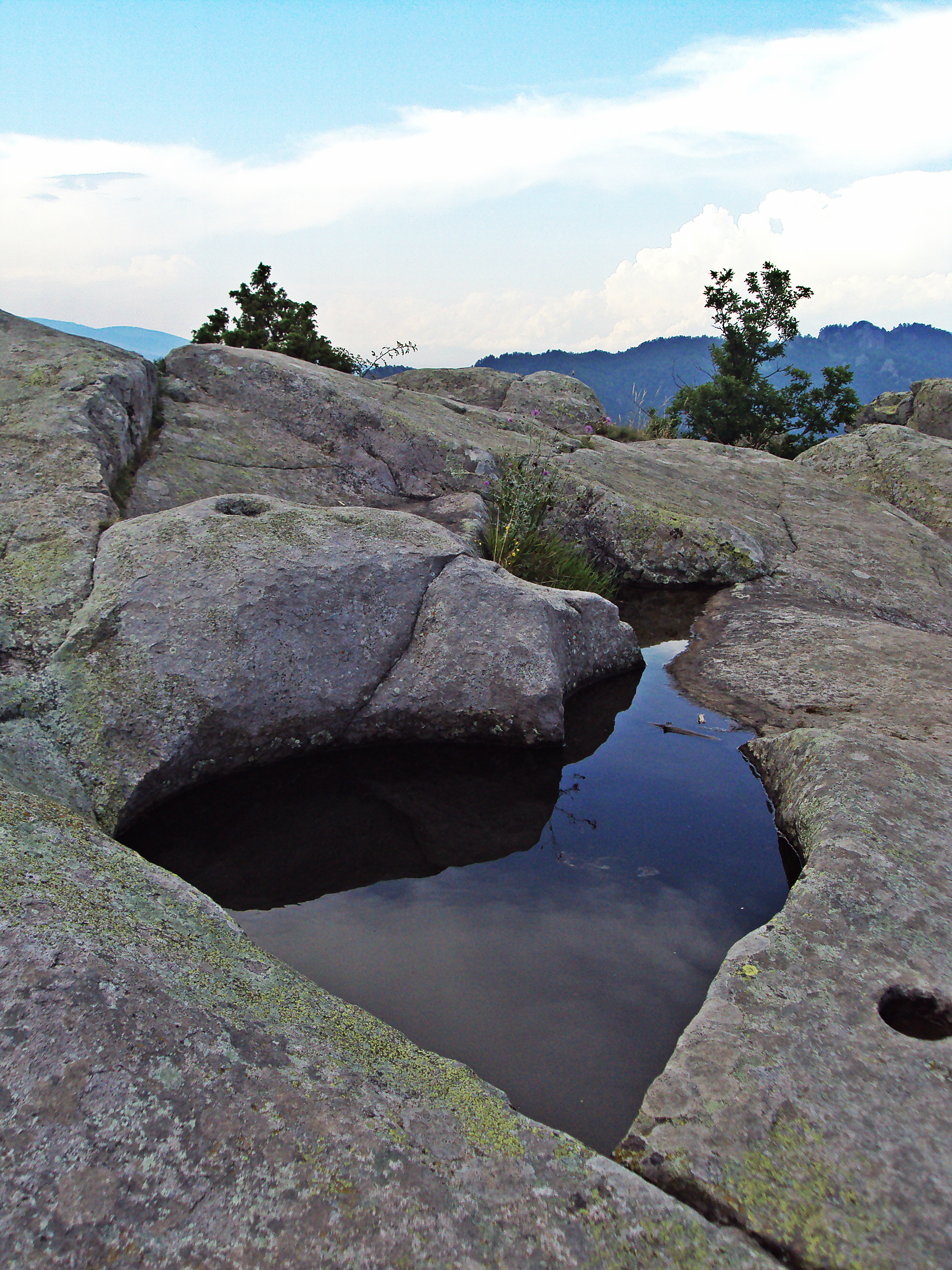
Велика цистерна
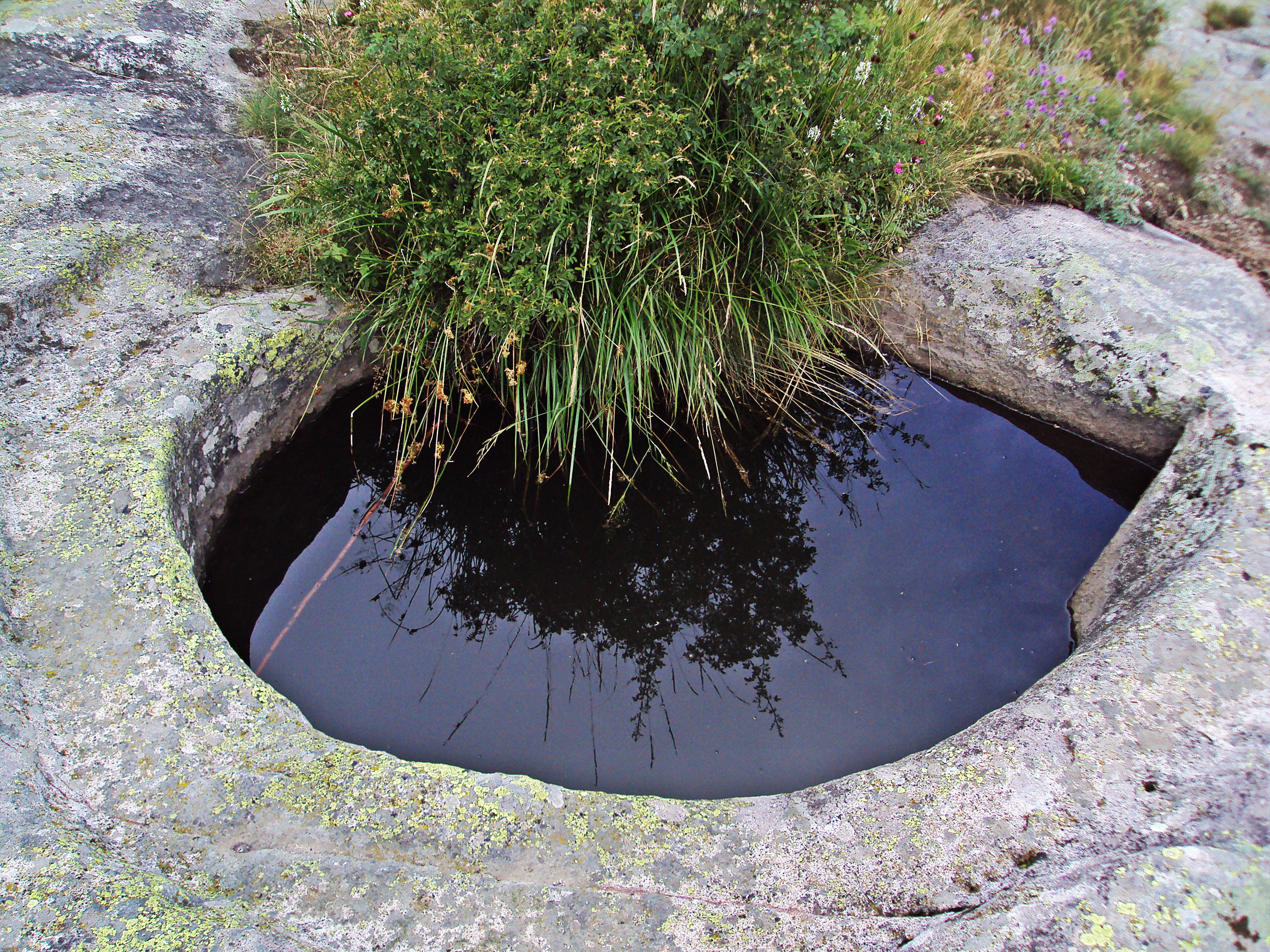
Друга цистерна
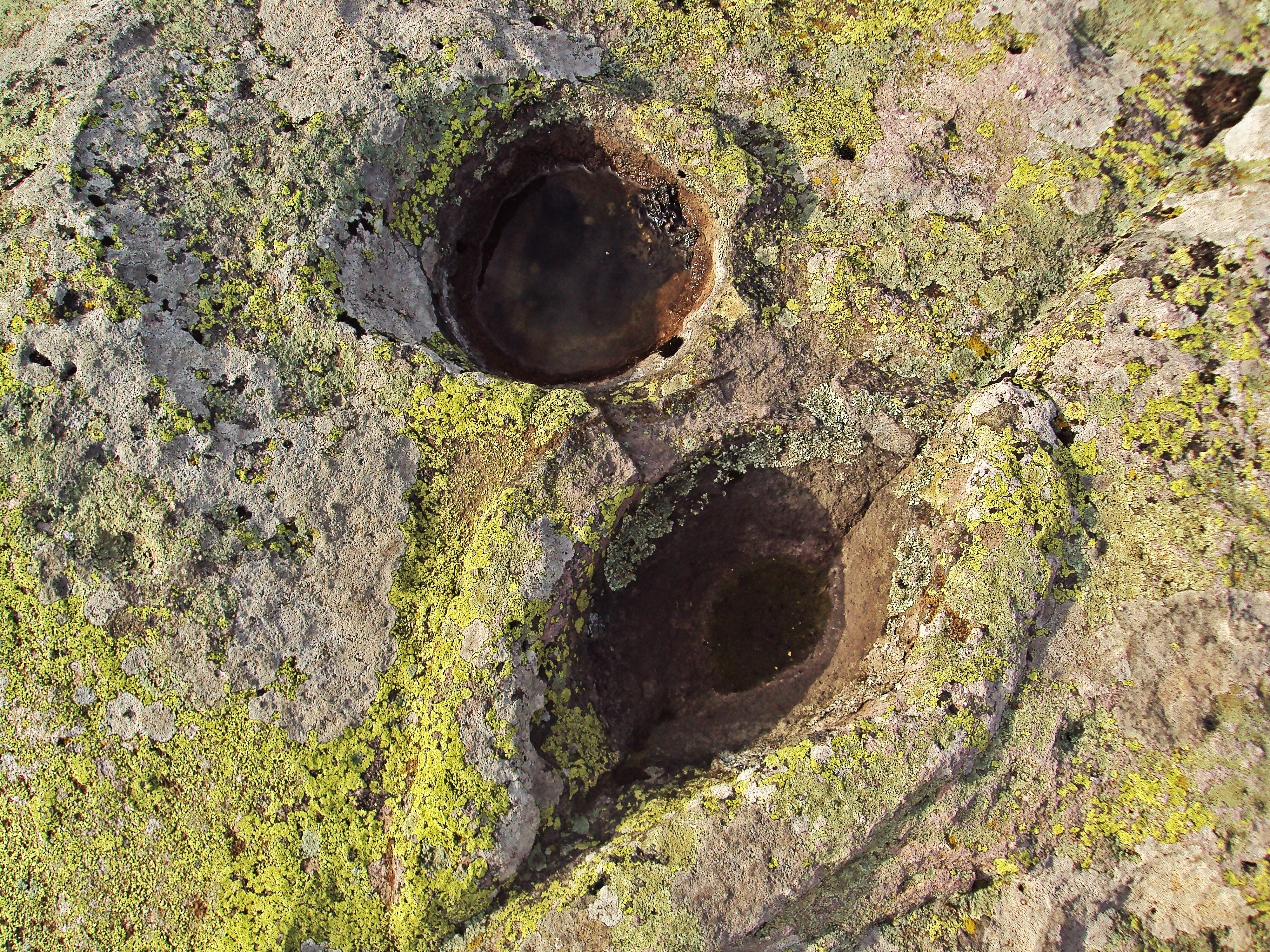
Ритуальні виїмки
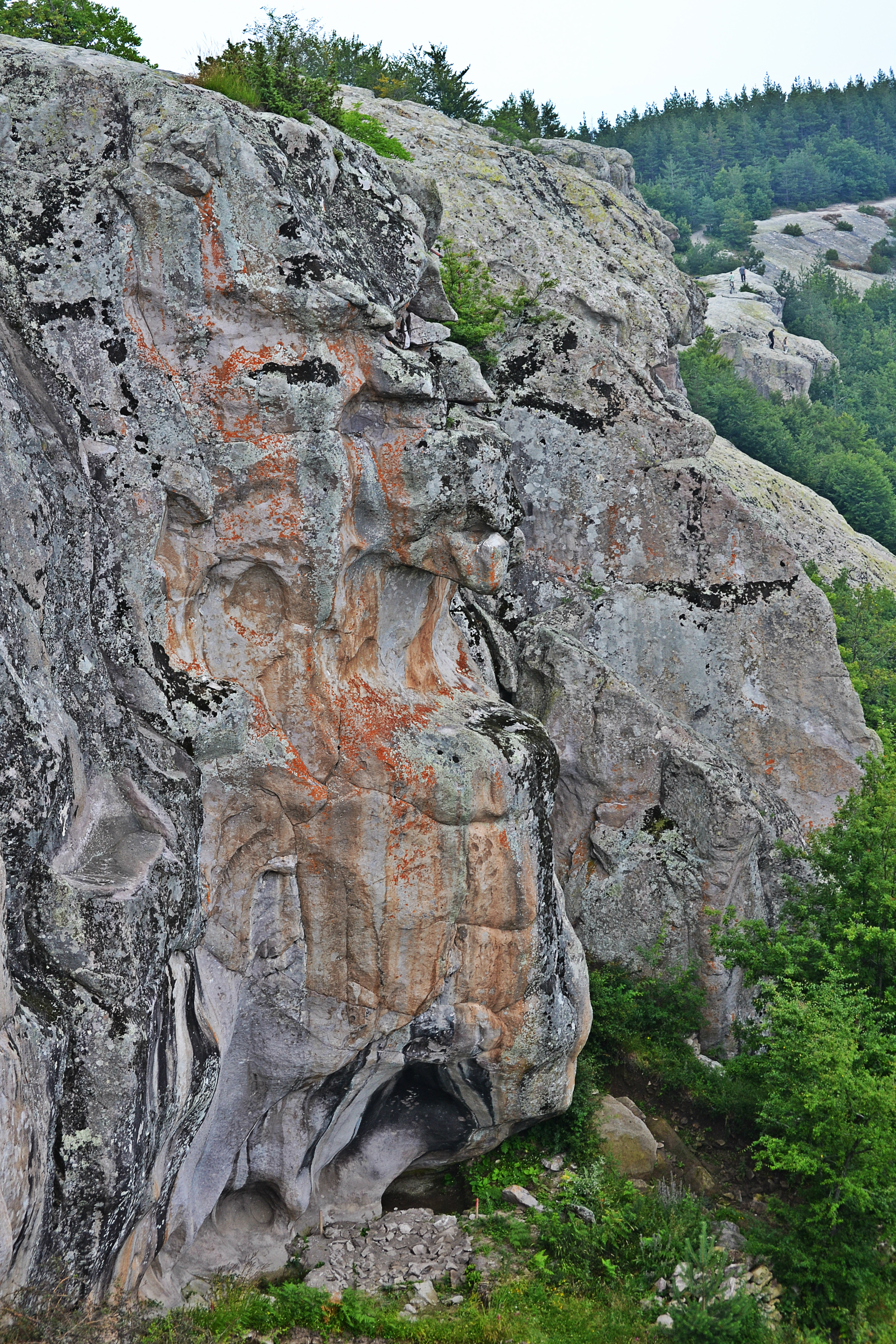
Обличчя у центральній частині масиву
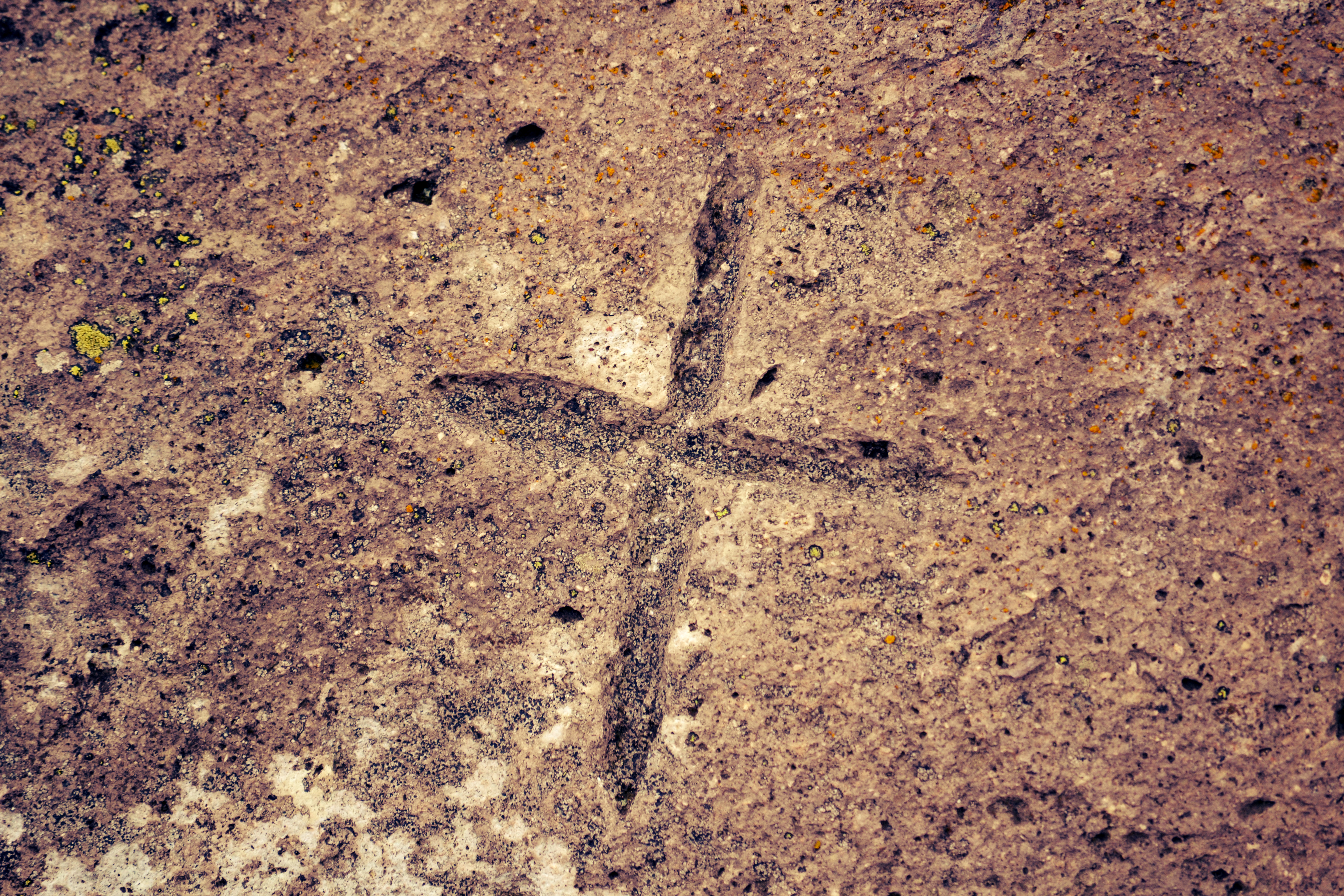
Висіченний на камені хрест
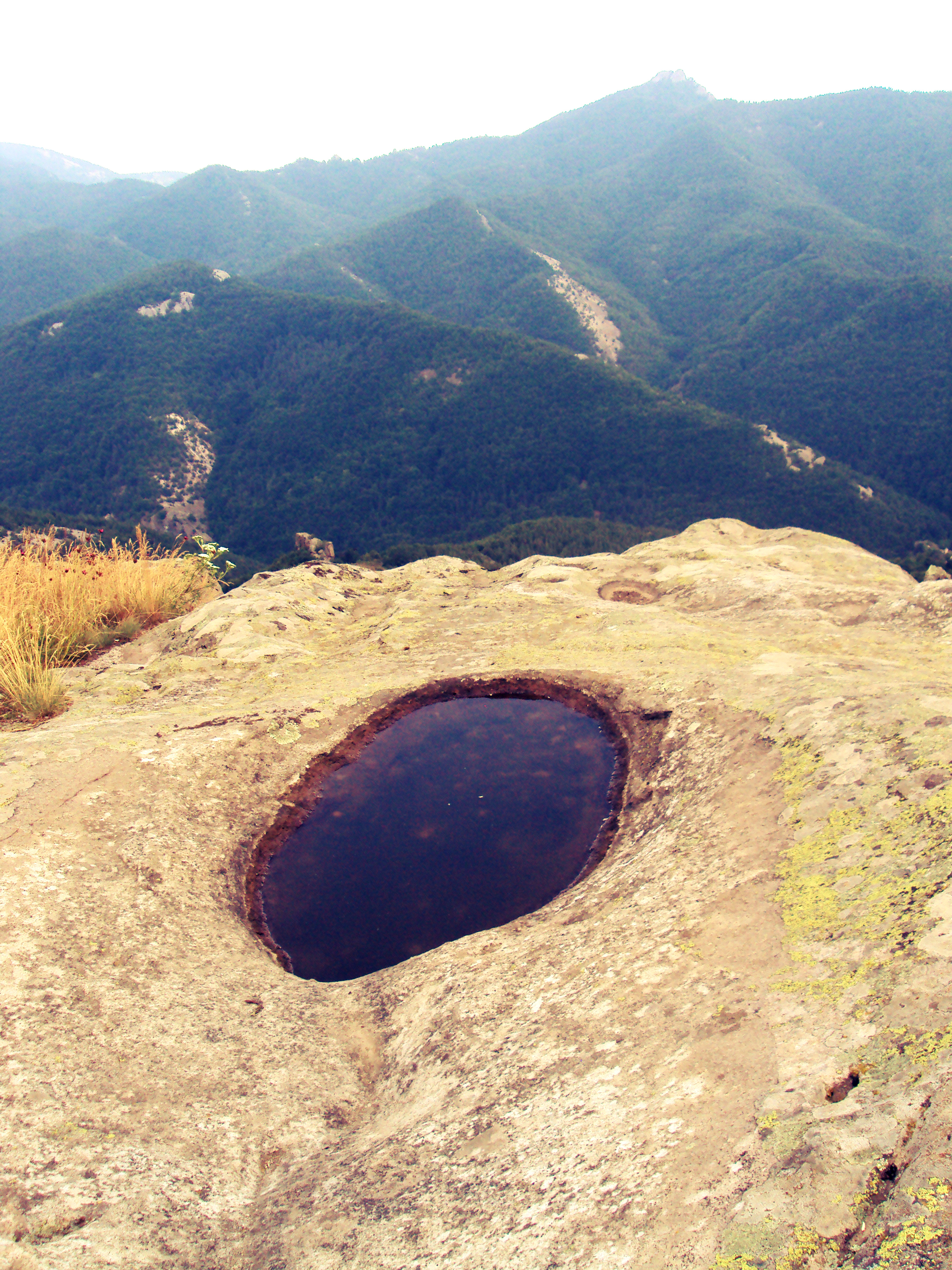
Вид на схід

## Белінташ у популярній культурі
Белінташ став важливим сюжетом у жовтій пресі Болгарії. Існує безліч легенд і чуток про цю місцевість, охоче прикрашених журналістами. Десь поблизу нібито похований дядько Олександра Македонського, який загинув у бою з персами, тут розташовується космодром інопланетян, а  зірка,яка зійшла над плато,врятувала людство від загибелі в 2012 році. Публікувалась також версія, що саме Белінташ став притулком Ноєвого ковчега після потопу.